# Florida City
Florida City es una ciudad situada en el condado de Miami-Dade, en el estado de Florida, Estados Unidos. Tiene una población estimada, a mediados de 2023, de 12 582 habitantes.
Está ubicada en el extremo este de la única carretera que atraviesa el Parque Nacional de Everglades y también es la última ciudad antes de llegar a los Cayos (en inglés, Keys), por la que se la conoce como Gateway to the Keys (puerta de entrada a los Cayos) & Everglades.
Se encuentra al sur y al oeste de la ciudad de Homestead, con la que en la práctica forma una unidad.

## Geografía
La localidad está ubicada en las coordenadas 25°26′39″N 80°28′04″O / 25.44417, -80.46778 (25.444071, -80.467665). Según la Oficina del Censo, tiene una superficie total de 15.73 km², de los cuales 15.55 km² corresponden a tierra firme y 0.18 km² están cubiertos de agua.

## Demografía
Según el censo de 2020, en ese momento la localidad tenía una población de 13 085 habitantes. La densidad de población era de 841.48 hab./km².
| Composición racial     | Habitantes | Porcentaje |
| ---------------------- | ---------- | ---------- |
| Afroamericanos         | 5968       | 45.61%     |
| Blancos                | 2366       | 18.08%     |
| Amerindios             | 99         | 0.76%      |
| Asiáticos              | 32         | 0.24%      |
| Isleños del Pacífico   | 3          | 0.02%      |
| De otras razas         | 1594       | 12.18%     |
| De una mezcla de razas | 3023       | 23.10%     |

Del total de la población el 49.85% eran hispanos o latinos de cualquier raza.